# Koha Ditore
Koha Ditore is een krant in Kosovo.

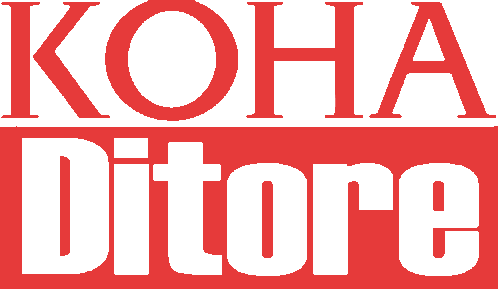
Logo

Koha Ditore is eigendom van de Kosovaars Albanees publicist en politicus Veton Surroi, parlementslid sinds 1994 en oprichter en leider van de politieke partij Hervormingspartij ORA. De leiding liet hij over aan zijn zus, Flaka Surroi.
De krant werd voor het eerst uitgegeven in 1997.